# فوتبال اسپرینت

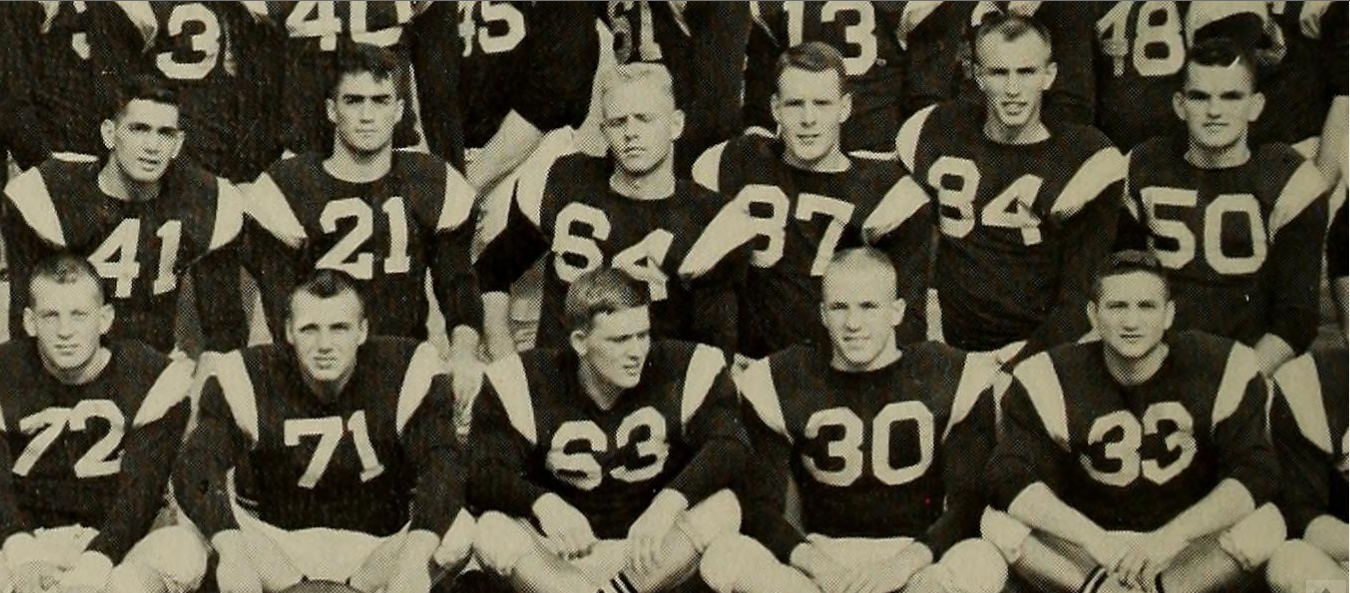
فوتبال اسپرینت زیر شاخه دسته فوتبال است که طول عرض زمین نسبت به فوتبال آمریکایی کوچک تر است

فوتبال اسپرینت (به انگلیسی: Sprint football) زیرشاخه ای از دسته ورزش‌های فوتبال آمریکایی است. پیدایش این ورزش به ایالات متحده ی آمریکا باز می گردد. این ورزش بیشتر در دانشگاه‌های این کشور بازی می‌شود. همچنین طول و عرض زمین بازی نسبت به فوتبال آمریکایی کوچک تر است . 